# Synagogue de Zoppot (1914-1938)

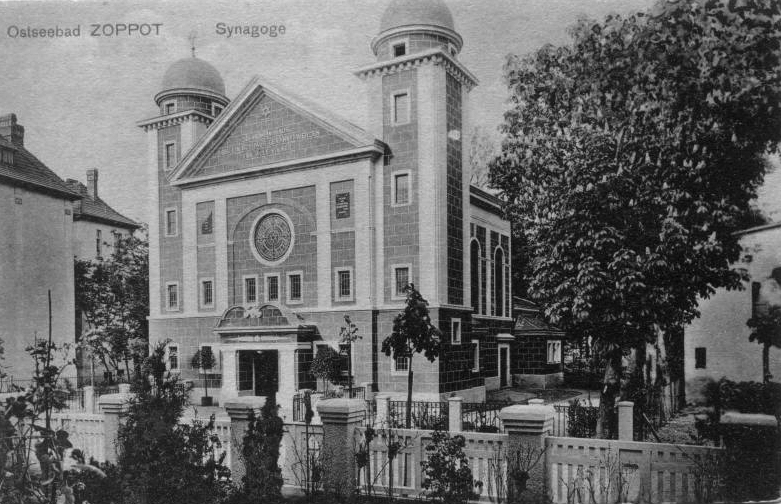
La synagogue de Zoppot dans les années 1920

La synagogue de Zoppot ou synagogue de Sopot a été inaugurée en 1914 et incendiée en 1938 par les nazis deux jours après la nuit de Cristal où la plupart des lieux de culte juifs en Allemagne furent détruits.
Zoppot est une ville balnéaire appartenant au royaume de Prusse, puis à l'Empire allemand jusqu'en 1918. Le traité de Versailles en 1919, attribue Zoppot à la ville libre de Dantzig. Après la Seconde Guerre mondiale, à la suite de la conférence de Potsdam, la ville devient polonaise et prend son nom actuel de Sopot. La ville se situe sur la côte de la mer Baltique, à environ 12 km au nord de Gdańsk. Elle compte actuellement un peu plus de 36 000 habitants.

## Histoire de la communauté juive

### Avant la fondation de la communauté
On ignore quand des Juifs ont commencé à fréquenter la station balnéaire. Par contre les premiers Juifs s'installant de façon permanente à Zoppot arrivent vers 1860. En 1865, on en compte 5, puis 20 en 1885 et 38 en 1895. Ils s'installent principalement le long de la voie commerciale qui traverse le village et longe la côte de Dantzig à Pück. À la fin du XIXe siècle, la section de cette route traversant Zoppot est transformée en rues et dénommées rue Południowa ou rue du Sud (actuellement rue Grunwaldzka) et rue Północna ou rue du Nord (actuellement rue Powstańców Warszawy ou du Soulèvement de Varsovie). Les Juifs installés rue du Sud sont rattachés à la communauté religieuse de Wejherowo, où ils vont à la synagogue et où ils enterrent leurs morts.
À Zoppot, ils possèdent des pensions et des restaurants cachers. Une des plus anciennes pensions est celle de Siegfried et Maria (née Moses) Philipsohnów, construite en 1888 au 17 rue du Sud. La deuxième maison d'hôtes, située au numéro 18, est dirigée de 1895 au début du XXe siècle par Kadisch Nisselbaum, puis par Johanna Sandelowitz. Vers 1904, Nisselbaum ouvre une nouvelle pension au numéro 35. Selon les guides de Zoppot de l'époque, il s'agit d'une pension orthodoxe, sous surveillance de l'Association du contrôle de la cacherout de Hambourg. Le personnel employé par Nisselbaum parle le polonais, le russe, le français, l'italien et l'allemand.
Malgré le nombre croissant de Juifs résidant de manière permanente, (ils sont 99 en 1902), ainsi que le nombre croissant de patients juifs qui dépasse les 200 par an, les autorités administratives refusent la fondation d'une communauté indépendante et la construction d'une synagogue. Exceptionnellement, en 1900, les visiteurs sont autorisés à se rassembler pour des prières dans des pensions désignées à cet effet:  les pensions de Johan Sandelowitz et de Kadisch Nisselbaum; ainsi que dans une maison au 51 rue Morska (rue de la Mer, maintenant rue des Héros de Monte Cassino). Les efforts de la communauté juive pour devenir indépendante de la communauté de Wejherowo s'intensifient surtout après 1901, lorsque Zoppot obtient les droits de cité et que de plus en plus de commerces et de grands magasins juifs s'ouvrent dans la rue principale de la ville. En 1903, au 6 et au 21 de la rue de la Mer, selon l'ancien numérotage, la famille Kónigsfeld fonde une droguerie et la pharmacie toujours existante Pod Orłem (À l'Aigle). Un an plus tard, Erich Stumpf, héritier de Moritz Stumpf, joaillier de cour à Dantzig, aménage à l'angle de la rue de la Mer et de la rue du Sud, un magasin d'orfèvrerie.
Vers 1913, le grand magasin Hohenzollern, propriété de Samuel Simon s'installe au 5 rue de la Mer. Parmi les magasins détenus par des Juifs, on compte aussi les grands magasins Am Markt situés au 3; 7; 9 et 43 rue de la Mer, ainsi qu'un magasin de chaussures, filiale du magasin de Theodor Werner de Dantzig au 37 rue de la Mer.
La plupart de ces magasins ont généralement été ouverts par des descendants de familles de marchands réputés de Dantzig. Ceux-ci prennent l'habitude de passer leurs vacances d'été à Zoppot en y faisant construire de belles villas, et d'envoyer leurs enfants en vacances dans la station balnéaire. Bruno Danziger, héritier de l'ancienne société d'orfèvrerie de Dantzig C.H. Danziger en est l'exemple typique. Danziger passe les saisons d'été de 1912 à 1916 dans une villa qu'il a lui-même fait construire au 26 Schafer Strasse (maintenant rue Wybickiego). De même, Gertrud Dworetzki, fille du marchand de Dantzig Samuel Dworetzka, passe souvent ses vacances d'été à Zoppot, qu'elle décrira plus tard dans son livre Heimatort Freie Stadt Danzig.

### La communauté juive avant l'avènement du nazisme
Les efforts ardus déployés pour créer une communauté religieuse distincte portent finalement leurs fruits. Le 9 juillet 1913, les autorités municipales approuvent les statuts de la communauté et la composition de son conseil d'administration composé de trois membres et les neuf membres représentant l'association. Le conseil est dirigé par le Dr Lindemann, conseiller en hygiène, secondé par des personnes fortunées telles que Benno Bieber, Alfred Kantorowitsch et Samuel Simon, propriétaires des grands magasins situés 3 Am Markt 5 et 43 rue de la Mer, d'Eugen Kónigsfeld, propriétaire de la pharmacie Pod Orłem, ainsi que de  Georg Lichtenfeld et Philip Mendelsohn, négociants en valeurs mobilières. Après l’approbation des statuts, la communauté achète pour 100 000 marks un terrain situé sur la route de Klein Katz (maintenant rue Malczewskiego) pour y faire un cimetière, et entreprend très rapidement la construction d'une synagogue réformée qui sera inaugurée le 26 mai 1914.
Les combats de la Première Guerre mondiale n’affectent pas particulièrement Zoppot. Seul le conseil de la communauté transfère pour plus de sécurité son siège dans la synagogue. En 1919, la ville est incorporée à la ville libre de Dantzig. Pour cette raison, ou peut-être du fait de la crise de l'après-guerre, certains Juifs décident alors de partir en Allemagne. Parmi les partants, on compte les propriétaires de la pension de la rue du Sud, un représentant de la communauté Georg Lichtenfeld et vraisemblablement de son président, le Dr Lindemann, car après 1919, il n'est plus mentionné dans la liste des médecins de Zoppot. À la place de ces émigrants, de nouveaux arrivants juifs, originaires du sud et du centre de la Pologne et de Russie s'installent dans la ville. Il en résulte que dans de nombreux commerces et grands magasins, le personnel se met à parler polonais en plus du français et de l'allemand. Après 1920, le siège du conseil de la communauté est transféré dans le grand magasin Hohenzollern, au 5 rue de la Mer, car son propriétaire, Samuel Simon, devient président de la communauté.
Grâce aux nouveaux arrivants, le nombre de Juifs vivant en permanence à Zoppot augmente et atteint 4 311 en 1929. Parmi les nouveaux arrivants, il y a beaucoup de Juifs orthodoxes qui ne veulent pas utiliser la synagogue réformée. Aussi, comme lieu de prière, ils se voient tout d'abord attribuer la maison de l'ancienne communauté, située au 51 rue de la Mer, puis une maison au 89 la rue Pomorska (rue de Poméranie, maintenant Aleja Niepodległości ou allée de l'Indépendance). Jusqu'en 1935, le rabbin orthodoxe Abraham Chen réside au 59 rue Szkolna (rue de l'École, maintenant rue Kościuszki), avant d'émigrer en Palestine.
Les deux communautés, réformée et orthodoxe, ne possèdent pas leurs propres écoles religieuses dans la ville. Les jeunes fréquentent des écoles évangéliques, et ont des amis non-juifs. Afin d'éviter une assimilation complète de la jeunesse, les sionistes fondent après la Première Guerre mondiale, un certain nombre d'organisations sportives et culturelles où l'hébreu est enseigné, comme Bar Kochba, Blau-Weiss, HeHalutz et d'autres. Leur siège se situe dans un grand immeuble au croisement de la Haffnerstrasse (Sobieski) et de la Eissenhardt Strasse (Chopin). En face de cet immeuble se trouve de 1922 à 1928 l'hôtel Victoria, appartenant aux Juifs Jankiel et Joseph Beer. En 1928, l'hôtel devient le Dom Polski qui restera ouvert jusqu'en 1939.

### La période nazie
Cette période de prospérité commence lentement à se dégrader après 1933, lorsque les nazis s'emparent du Sénat de la ville libre de Dantzig. Les premières attaques verbales et actives de militants nazis contre des Juifs ont lieu en 1935, au cours de la saison estivale. En juillet, des groupes organisés par le NS Hago (Nationalsozialistische Handwerks-, Handels-, und Gewerbeorganisation – Organisation nationale-socialiste pour les métiers, le commerce et l'industrie) attaquent de grands magasins juifs de vêtements de sport. Le même mois, les clients du KarlaTaudien (Café Taudien) sont insultés. L'année suivante, le président du Sénat de Dantzig, Arthur Greiser (futur gauleiter du pays de la Warta) nomme comme maire de Zoppot, le nazi fanatique Erich Temp. Très rapidement toutes les lois antijuives votées par le Sénat, sont appliquées avec rigueur, réduisant l'activité sociale et économique des juifs à zéro. Conformément aux lois promulguées en 1937 et 1938, la majorité des entreprises et commerces juifs sont aryanisés, les boutiques possédées par des Juifs sont expulsées du marché municipal et les médecins et avocats de la ville ont l'interdiction d'exercer. En signe de solidarité, les Juifs en villégiature dans la ville, boycottent le casino et la piscine de la ville. Le conseil de la communauté est contraint vers 1936 de quitter le grand magasin Hohenzollern et s'installe dans les locaux de la communauté orthodoxe où se trouve la Verein Ostjudischer Fr. Stadt Danzig (Association des Juifs de l'Est de la ville libre de Dantzig).
La majorité des magasins juifs sont fermés. Seuls restent ouverts les grands magasins de Benno Bieber et d'Artur Mendelsohn, les magasins de porcelaine de Rosenthal et de Max Danziger et la boutique d'orfèvrerie de Moritz Stumpf et fils. Apparemment, le personnel employé était à majorité allemand si bien que ces magasins ne seront fermés qu'en 1938.
Le boycott, les menaces et les violences provoquent à partir de 1935 le départ d'une partie de la population juive de la ville, qui utilisent pour s'enfuir les ports de Gdingen (maintenant Gdynia) ou Danzig (Gdańsk). Selon le recensement de 1937, il ne reste que 1 800 Juifs dans la ville.
En 1938, dans la nuit du 12 au 13 novembre, soit deux jours après la nuit de Cristal où les nazis mirent le feu à des centaines de synagogues en Allemagne, des militants nazis de Zoppot pénètrent dans la synagogue pour y mettre le feu. Cette expédition ayant été infructueuse, ils reviennent la nuit suivante pour l'incendier, avant de s'attaquer aux quelques magasins juifs encore en activité et aux habitations qu'ils pillent et vandalisent. Après ces évènements, le maire interdit aux Juifs de venir à Zoppot, tandis que les habitants juifs doivent immédiatement quitter la ville.
Au tournant de 1938-1939, les nazis procèdent également à une "purge" au sein de la population polonaise, dans l'idée de créer une zone frontalière à Zoppot en préparation de la prochaine guerre imminente. En juillet et août 1939, la ville est fortifiée et en septembre occupée par l'armée allemande. Lors des combats sur la côte, le "Casino Hotel" devient le quartier général temporaire d'Adolf Hitler et d'Hermann Goering. Le 1er octobre, les troupes polonaises sont forcées de signer l'acte de reddition au même endroit. Zoppot devient alors pendant la durée de la guerre la résidence de repos d'officiers supérieurs de la Wehrmacht et du parti nazi.

### Après laSeconde Guerre mondiale
À la fin de la guerre, quelques Juifs survivants retournent dans la ville devenue polonaise sous le nom de Sopot. Les jeunes auront même leur propre club dans l'actuelle rue du Dr. Kubacz, ainsi qu'un lieu de rencontres sociales dans la rue Czyżewskieg. Mais la plupart des survivants vont émigrer en Israël en 1950.
Ce n'est qu'en 1994 qu'une communauté juive va se reformer sous le nom de communauté de Tricité, regroupant les Juifs de Sopot, de Gdańsk et de Gdynia.

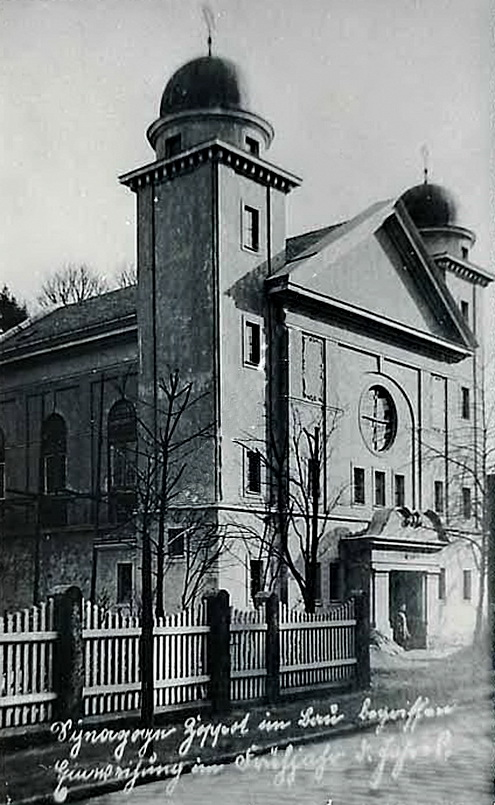
La synagogue de Zoppot

## Histoire de la synagogue

### Construction de la synagogue
La communauté juive de Zoppot est fondée à l'été 1913. Le conseil nouvellement élu décide immédiatement de construire une synagogue en ville. Auparavant, les habitants juifs suivaient les offices dirigés par des officiants itinérants dans des pensions ou des maisons privée ou se rendaient à la synagogue de Wejherowo. Le terrain pour la construction de la synagogue au 1 Roonstraße (maintenant rue Dąbrowski) est acheté à l'automne 1913, et les plans architecturaux sont rapidement exécutés par le célèbre architecte de Zoppot, Adolf Bielefeldt.
Dans les archives de la police de la construction, il est mentionné que c'est un marchand de Berlin, Kasper Silberstein, qui a donné 50 000 marks à la communauté juive pour la construction de la synagogue. Avec cet argent, la communauté a pu acheter une partie des terres du meunier local Gustaw Bahr. Le 3 septembre 1913, le conseiller municipal chargé des bâtiments, Paul Puchmiller, autorise le conseil de la communauté à entamer les travaux de construction.
Les travaux se termine au printemps 1914 et le 26 mai, le Dr Robert Kälter, chef rabbin du district de Dantzig, dirige la cérémonie inaugurale de la synagogue. Les rouleaux de la Torah sont amenés dans la salle de prière et placés dans la niche surélevée de l'Arche Sainte. Le chœur de la grande synagogue de Dantzig accompagne l'office de ses chants liturgiques.
À la même période, de l'autre côté de la même rue, au numéro 2 Roonstrasse, s'achève la construction de l'impressionnante maison d'hôtes Schauffler. Au rez-de-chaussée de cette maison, habitée presque exclusivement par des Juifs, se trouve l'appartement du Hazzan (chantre) qui conduit les offices à la synagogue.

### Description de la synagogue
La synagogue ressemble à une église catholique. C'est un bâtiment moderniste en brique construit selon un plan rectangulaire de 21,12 mètres par 15,66 mètres. Du côté ouest, se dresse la façade avec deux tours rectangulaires couronnées d'un dôme. Dans sa partie centrale se trouve un portail surmonté d'une rosace décorative et du tympan. Par le portail, on pénètre dans un vaste vestibule donnant sur la salle de prière. Celle-ci, au rez-de-chaussée est cernée sur trois côtés au niveau du premier étage par une galerie réservées aux femmes. Les ajouts latéraux comprennent une salle de prière et un vestiaire, une salle pour les Brit Milah (circoncision) et la chaufferie. La synagogue est entourée d'un jardin dans lequel chaque automne est montée une soukka pour les fêtes de Souccot.
Après la Première Guerre mondiale, le nouveau président de la communauté, Samuel Simon, finance la construction de deux galeries réservées aux femmes et la construction d'un mikvé (bain rituel) attenant à la synagogue. Ces travaux sont réalisés par l'entreprise de construction de Zoppot, Wilhelm Lippke.

### Destruction de la synagogue

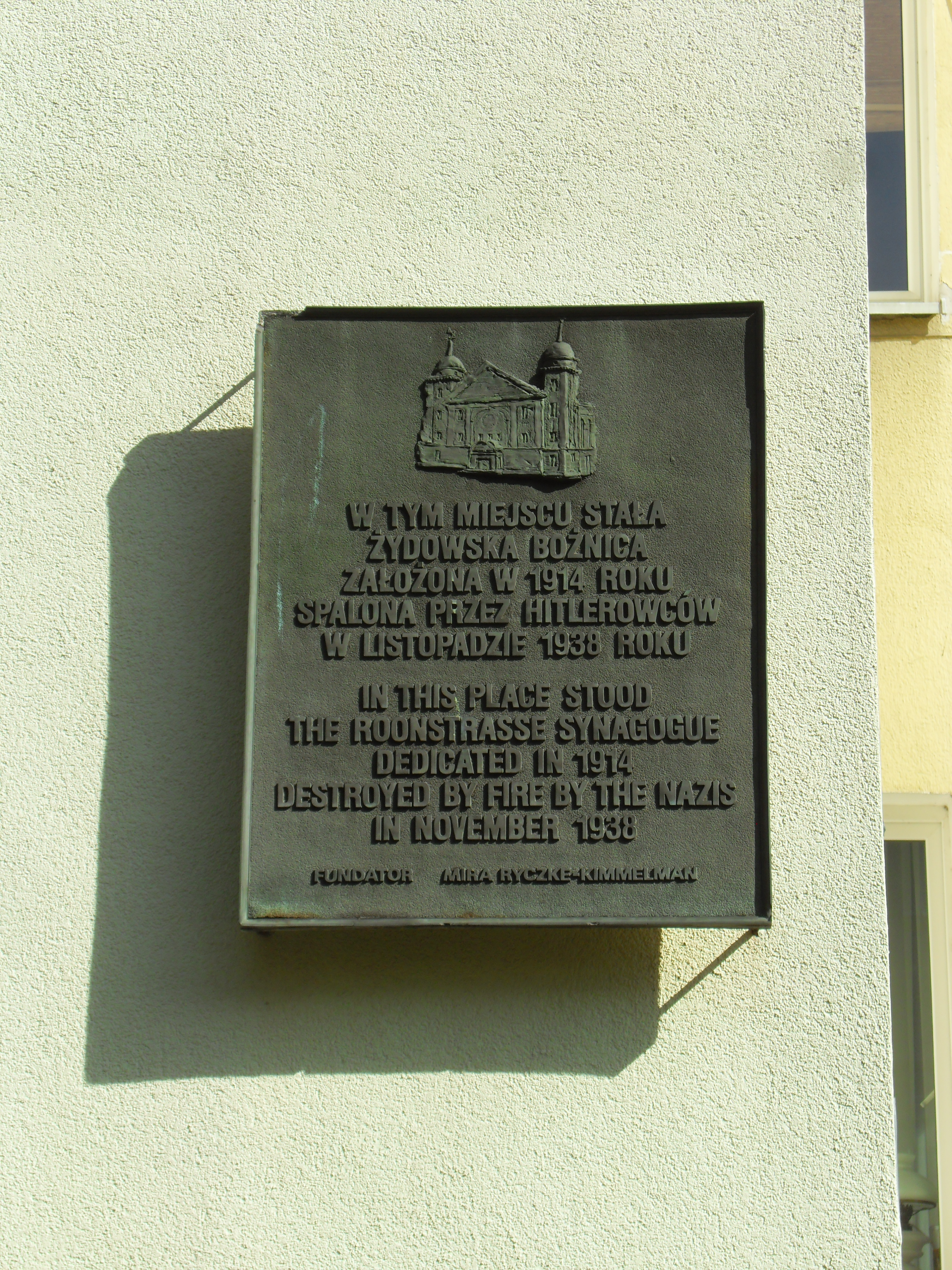
Plaque commémorative à l'emplacement de la synagogue détruite

La synagogue de Zoppot est détruite lors des événements qui suivent la nuit de Cristal du 9 au 10 novembre 1938 pendant laquelle la plupart des synagogues d'Allemagne ont été incendiées. Dans la nuit du 12 au 13 novembre 1938, des militants nazis pénètrent dans la synagogue et tentent d'y mettre le feu, mais sans succès. Ils reviennent la nuit suivante et réussissent cette fois à l'incendier. Le bâtiment est entièrement détruit. Toujours en 1938, le terrain avec les ruines de la synagogue est acheté par l'Association polonaise des constructeurs d'églises dans le but d'y bâtir une église. Mais les autorités de la ville sous la direction de son maire, Eryk Temp, un nazi fanatique, annulent finalement la transaction et le terrain au 1 Roonstraße devient propriété de la ville,.
Dans les années 1960, un bloc d'appartements destinés aux enseignants est érigé sur cette parcelle. En 1990, la fondation de la famille Nissenbaum y installe une plaque commémorant la synagogue. Quelques années plus tard, en 1993, la plaque est volée. Une nouvelle plaque est apposée en 1999 par Mira Ryczke-Kimmelman, née à Sopot.